# Melanagromyza zlobini
Melanagromyza zlobini är en tvåvingeart som beskrevs av Pakalniskis 1996. Melanagromyza zlobini ingår i släktet Melanagromyza och familjen minerarflugor.
Artens utbredningsområde är Litauen. Inga underarter finns listade i Catalogue of Life.